# Pleurodese

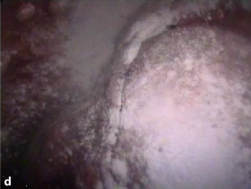
Mesotelioma pleural maligno tratado por pleurodese com talco. Visão toracoscópica videoassistida.

Pleurodese é um procedimento realizado para gerar uma obliteração artificial do espaço pleural. É realizada para prevenir a recorrência de pneumotórax ou derrame pleural. Pode ser realizada quimicamente ou cirurgicamente.